# Hexamer
Hexamer v biologii a chemii označuje molekulu složenou z šesti menších podjednotek, tzv. monomerů, navzájem kovalentně vázaných, nebo i šestici molekul vázaných slabšími mezimolekulárními interakcemi (iontovou vazbou, vodíkovými můstky nebo van der Waalsovými silami). Hexamery jsou speciálním případem oligomerů. Jsou-li podjednotky hexameru identické, nazývá se homohexamerem.